# Viscosia longidentata
Viscosia longidentata is een rondwormensoort uit de familie van de Oncholaimidae.